# Y-разветвители
Y-разветвитель — несимметричный пассивный оптический многополюсник (устройство с набором n входных и m выходных оптических портов), в котором оптическое излучение, подаваемое на входные оптические порты, распределяется между его выходными портами.

## Классификация

#### По способу приема
- Спектрально-селективные. Коэффициент передачи от одного полюса к другому у приборов зависит от длины волны, они используются для разделения сигналов (демультиплексоры) или их объединения (мультиплексоры) с оптическими несущими.
- Неселективные. Предназначены для передачи информации в системах с больших количеством оконечных устройств. Форма приборов может быть биконической или конической. Для подключения оптического волокна может применяться коннектор sc или какого-либо другого вида.

#### По разновидности
- Ответвитель, или разветвителем Т-типа - разветвитель Y-типа с одним входом и двумя выходами, предназначенный для ответвления заданной части мощности оптического излучения.
- Звездообразный разветвитель (или разветвителем типа «звезда»)  - разветвитель Y-типа с одним входным и более чем двумя входными оптическими портами.

#### По направлению
- Направленный разветвитель -  коэффициент передачи между оптическими портами (полюсами многополюсника) зависит от направления распространения оптического излучения.
- Ненаправленный разветвитель - коэффициент передачи между оптическими портами не зависит от направления распространения оптического излучения.

## Принцип работы

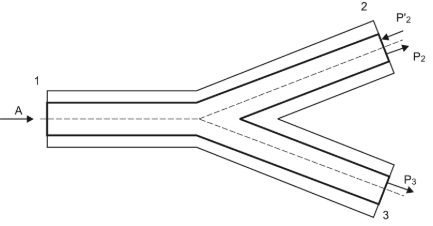
Принцип работы Y-разветвителя

Y-разветвители способны распределять поступающую мощность между выходными портами в том или ином соотношении (т. е. не обязательно поровну). При этом оптические разветвители никак не усиливают сигнал и не используют переключение.

## Параметры
- Коэффициент передачи

{\displaystyle k12=P2/P1} или {\displaystyle k12=10\lg P2/P1} дБ; {\displaystyle k12\cong k21}
{\displaystyle k13=P3/P1} или {\displaystyle k13=10\lg P3/P1} дБ; {\displaystyle k13\cong k31}
- Коэффициент развязки или переходное затухание

{\displaystyle k23=k32=10\lg P21/P31}
- Коэффициент вносимых потерь

{\displaystyle k={P1-(P2+P3) \over \ P1}} или {\displaystyle k=10\lg {P1-(P2+P3) \over \ P1}}
где P - мощность сигнала

## Технология изготовления

#### Сварные разветвители
Два волокна с удаленными внешними оболочками сплавляют в элемент с двумя входами и двумя выходами (2:2), после чего один вход закрывают без отражательным методом, формируя разветвители 1:2. Можно обеспечить разделение мощности и в других пропорциях, например 20:80 (20% мощности сигнала идет в одно плечо, 80% — в другое). Сварные разветвители обычно имеют от одного до трех окон прозрачности (1310 нм, 1490 нм или 1550 нм).

#### Планарныее разветвители
Заключается в нанесении на подложку отражающего слоя-оболочки. На данный слой наносится материал волновода, на котором впоследствии формируется маска для травления. Результатом процесса травления является система волноводов, являющаяся, по сути, оптическим делителем. Система планарных волноводов покрывается вторым отражающим слоем-оболочкой. Необходимое количество разветвлений PLC-сплиттера достигается сочетанием делителей 1×2.

#### Звездообразные разветвители со сферическим зеркалом, установленным напротив торца пучка, образованного оптическими волокнами портов
В основу устройства положено сферическое зеркало, относительно которого на одинаковых расстояниях от центра кривизны расположены волокна.
Световой поток, выходя из какого-либо волокна, расширяется и отражается от зеркала. Отраженный луч фокусируется и заводится во второе волокно. Конус отражения 1:1 совпадает с конусом падения, точка фокусировки – зеркально симметричная по отношению к точке выхода падающего пучка. При вращении зеркала меняется кривизна и вместе с ней – траектории пучков. Таким образом, свет от входного волокна может быть направлен в любое из приемных волокон в зависимости от положения зеркала.

## Применение
Основная область использования оптических разветвителей представляет собой решение следующих задач:
- Разделение потоков оптического излучения или их объединение.
- Отведение определенной части оптических волн из основного канала для контроля или проведения измерительных работ.
- Передача информации в сетях кабельного TV и других системах.

## Достоинства
Сварные разветвители Y-типа обладают следующими достоинствами:
- Высокой однородностью и, след-но, стабильностью параметров;
- Механической прочностью, создающей предпосылки для их высокой надежности;
- Относительно малыми размерами сплавного модуля разветвителя.